# Shayn (cràter)

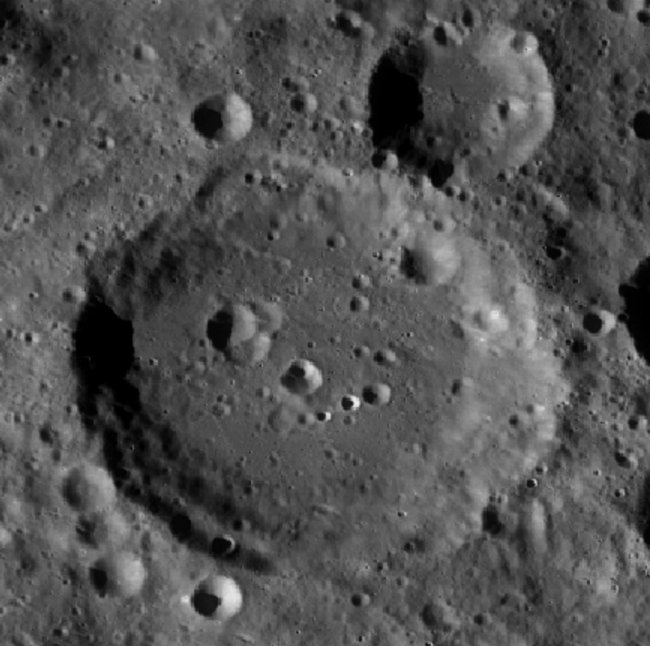
Fotografia de la missió Lunar Reconnaissance Orbiter

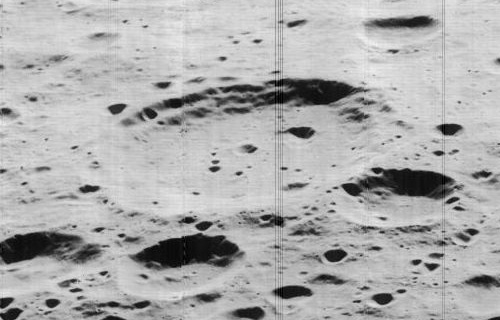
Imatge obliqua de la missió Lunar Orbiter 5, mirant a l'oest

Shayn és un cràter d'impacte erosionat pertanyent de la cara oculta de la Lluna. Es troba al nord del cràter Freundlich i al nord-est de Trumpler. A l'oest de Shayn es troba el cràter Nušl, i al nord-nord-est es troba Champollion.

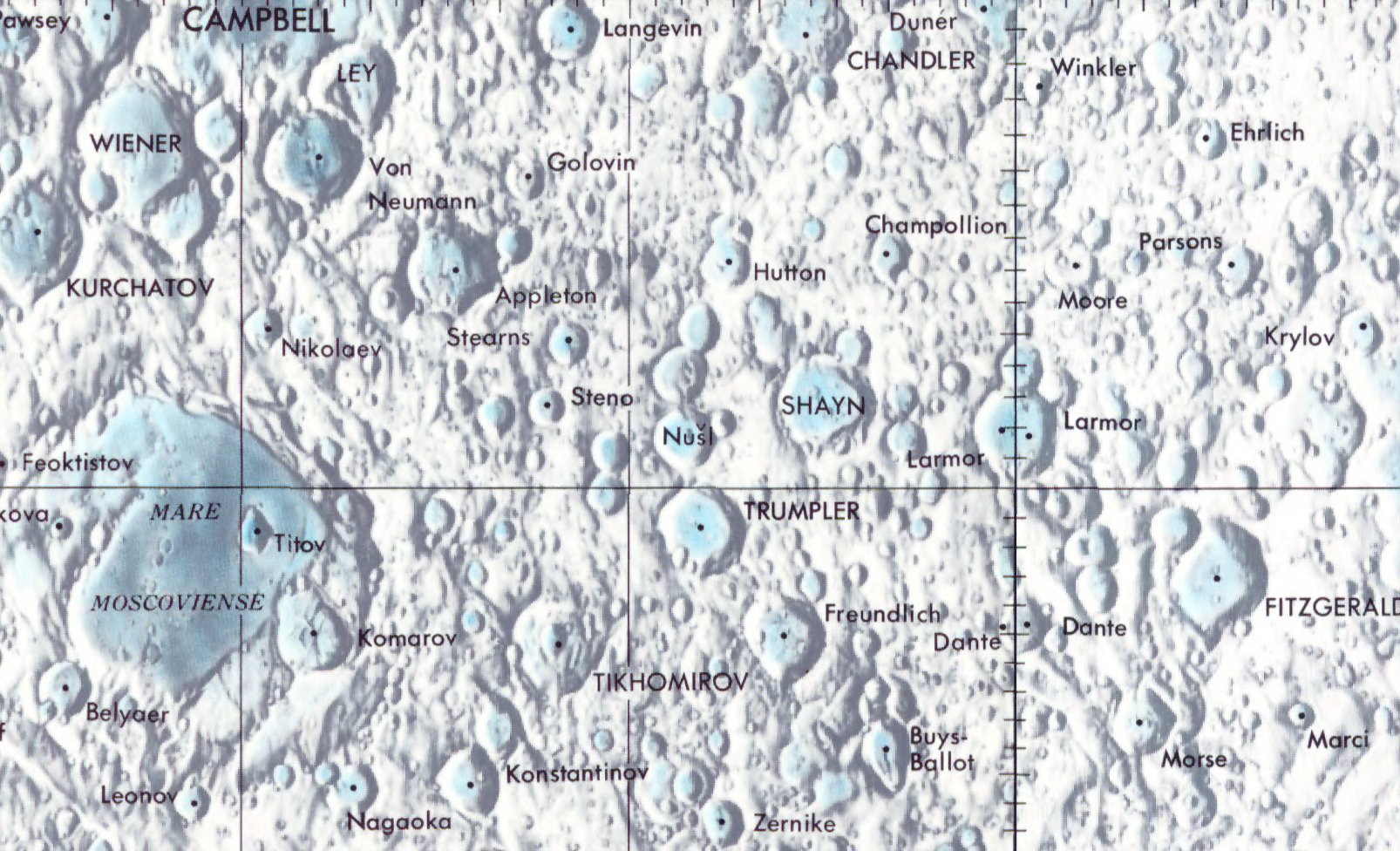
Localització de Shayn (centre de la imatge)

Es tracta d'un cràter erosionat que ha sofert el desgast produït per impactes posteriors. La major part de la vora s'ha arrodonida i els perfils afilats originals s'han perdut a causa d'una història d'impactes menors. La paret interior sud, no obstant això, encara mostra algunes restes d'una estructura en forma de plataforma. Un parell de petits impactes es localitzen en la paret interior del sector nord-est del cràter. El sòl interior està cobert de petits cràters. El més notable d'aquests impactes és un petit cràter situat al nord-oest del punt central.

## Cràters satèl·lit
Per convenció aquests elements són identificats en els mapes lunars posant la lletra en el costat del punt central del cràter que està més proper a Shayn.
|       | \| Shayn \| Coordenades \| Diàmetre \| \| ----- \| -------------------------------------- \| -------- \| \| B \| 34° 30′ N, 173° 30′ E / 34.5°N,173.5°E \| 35 km \| \| F \| 33° 00′ N, 175° 30′ E / 33.0°N,175.5°E \| 38 km \| \| H \| 31° 24′ N, 175° 30′ E / 31.4°N,175.5°E \| 38 km \| \| Y \| 35° 54′ N, 171° 42′ E / 35.9°N,171.7°E \| 23 km \| |          |
| Shayn | Coordenades | Diàmetre |
| B     | 34° 30′ N, 173° 30′ E / 34.5°N,173.5°E | 35 km    |
| F     | 33° 00′ N, 175° 30′ E / 33.0°N,175.5°E | 38 km    |
| H     | 31° 24′ N, 175° 30′ E / 31.4°N,175.5°E | 38 km    |
| Y     | 35° 54′ N, 171° 42′ E / 35.9°N,171.7°E | 23 km    |